# ASL・ガライヤ
ガライヤ（Garaiya ）はオートバックス・スポーツカー研究所（ASL）が開発した2ドアスポーツカー。

## 概要
2002年の東京オートサロンwith NAPACでRS-01と共に一般公開された。
車名の由来は明の盗賊で、盗品を貧民に分け与えていた「我来也」。日本で開発されたスポーツカーということで、漢字でも書ける車名にしたという。また、軽量で小柄な車体や、後述の細かな注文に対応可能なオーダーメイド状態だったことから、南米を中心に生息する個性豊かなハチドリをモチーフとし、エンブレムに使用している。
実質的な先代モデルであるトミーカイラ・ZZと同様イギリスで生産される予定であった。試作はロータス・エリーゼなどの工場があるイギリス東部のノーウイッチで行われた。
ボディはオールアルミ製でドアはシザーズドアを採用。車重は800kgまでの軽量化に成功している。整備性を考慮して、主要部品は日産自動車製のものをそのまま使っており、テールランプ及びドアミラーもアルファロメオ・147から流用している。なお、プロトタイプとナンバー付き仕様とではテールランプのレンズに若干の違いがあり、プロトタイプは欧州仕様の147テールを使用しているため、日本の技適マークが刻印されておらずアルファロメオのエムブレムが刻印されている。
エンジンは日産・プリメーラや日産・ブルーバードに搭載されるSR20VE(204PS)をミッドシップレイアウトで搭載し、駆動方式は後輪駆動。トランスミッションは6速マニュアルトランスミッション（MT）が組み合わせられる。
東京・北青山に一時期ガライヤ専用のショールームが設けられ、2002年よりデリバリー注文による購入が可能となった。少量生産スポーツカーの例に漏れず、予定価格は650万円と割高ではあったが、60台ほどのバックオーダーを抱えていた。その中にはいわゆる投機目的のものも含まれていたとされる。
車両本体自体はほぼオーダーメイド状態で、それゆえにユーザーの細かい注文にも対応が可能であったという。また、購入前には筆記・実技・面接を行い、これらに合格した者しか購入権利を与えないという構想もあった。
しかし開発過程での難航などがあり、2005年の夏にはついに発売中止が決定。ホームページも消滅し、一般ユーザーの手には渡らなかった。
実際の車両はオートバックスセブンに近い者に数台が納車され、ナンバー登録された車両の中にはオートバックス店舗での展示やSEVのデモカーとして活用されたり、湘南オートモビル・ビジネス専門学校では教材として使用されている。2007年11月には大阪産業大学に1台が寄贈され、電気自動車に改造されて研究・開発に供されている。

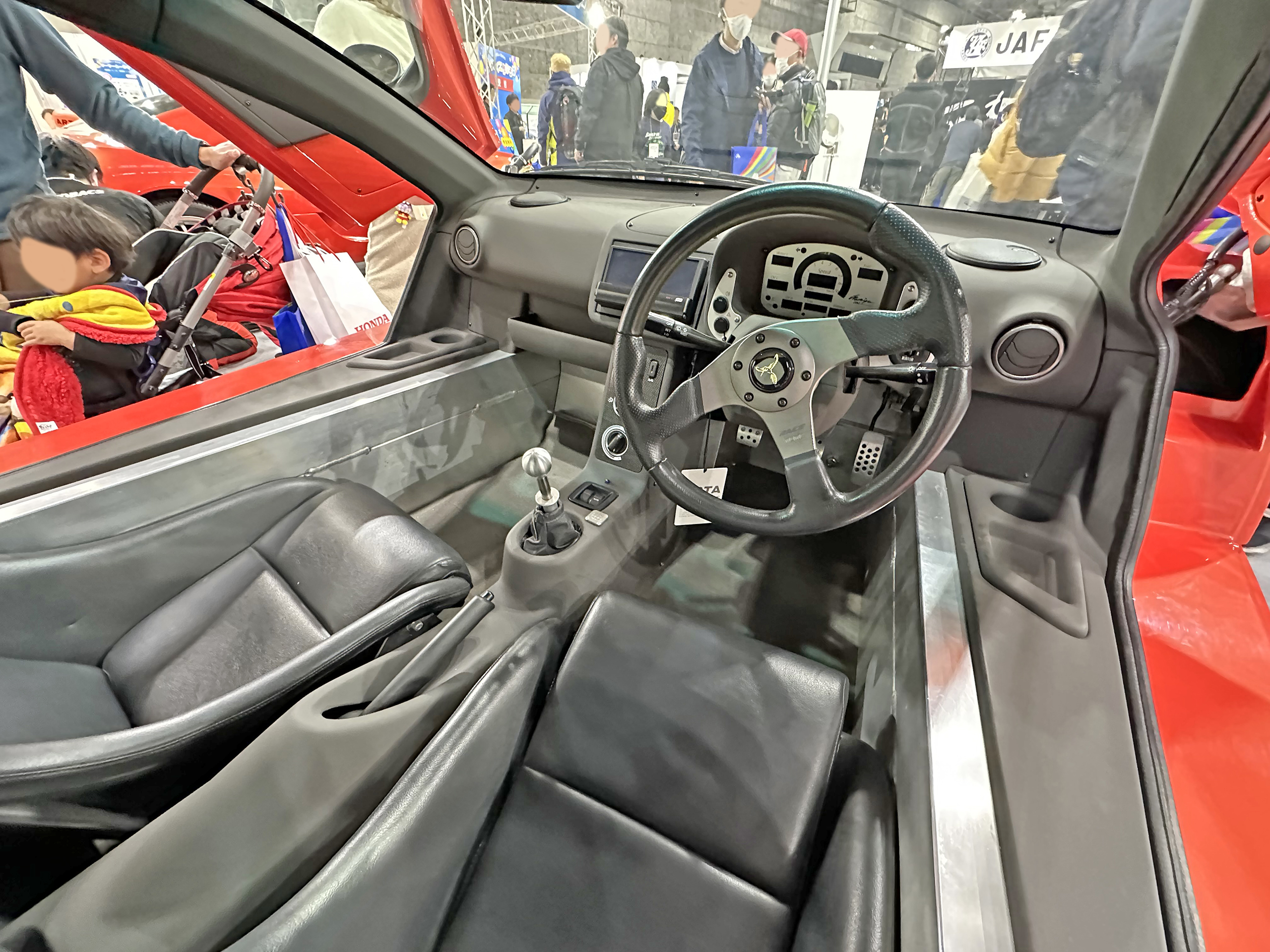
運転席（プロトタイプ2号車、大阪オートメッセ2024にて）。市販仕様とは若干の違いがある。
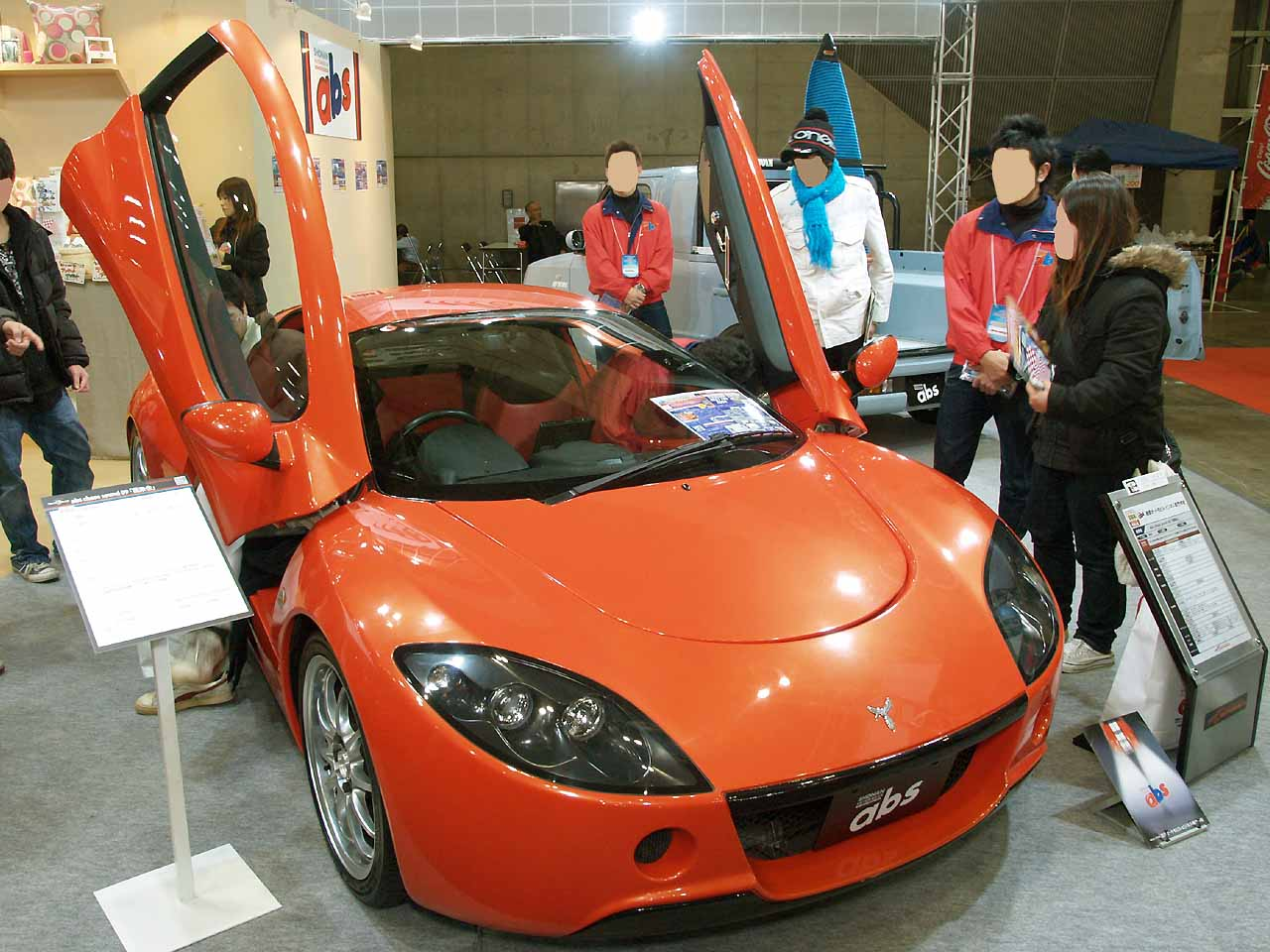
ドアを開けた状態 （湘南オートモビル・ビジネス専門学校所蔵車：東京オートサロン2008にて）
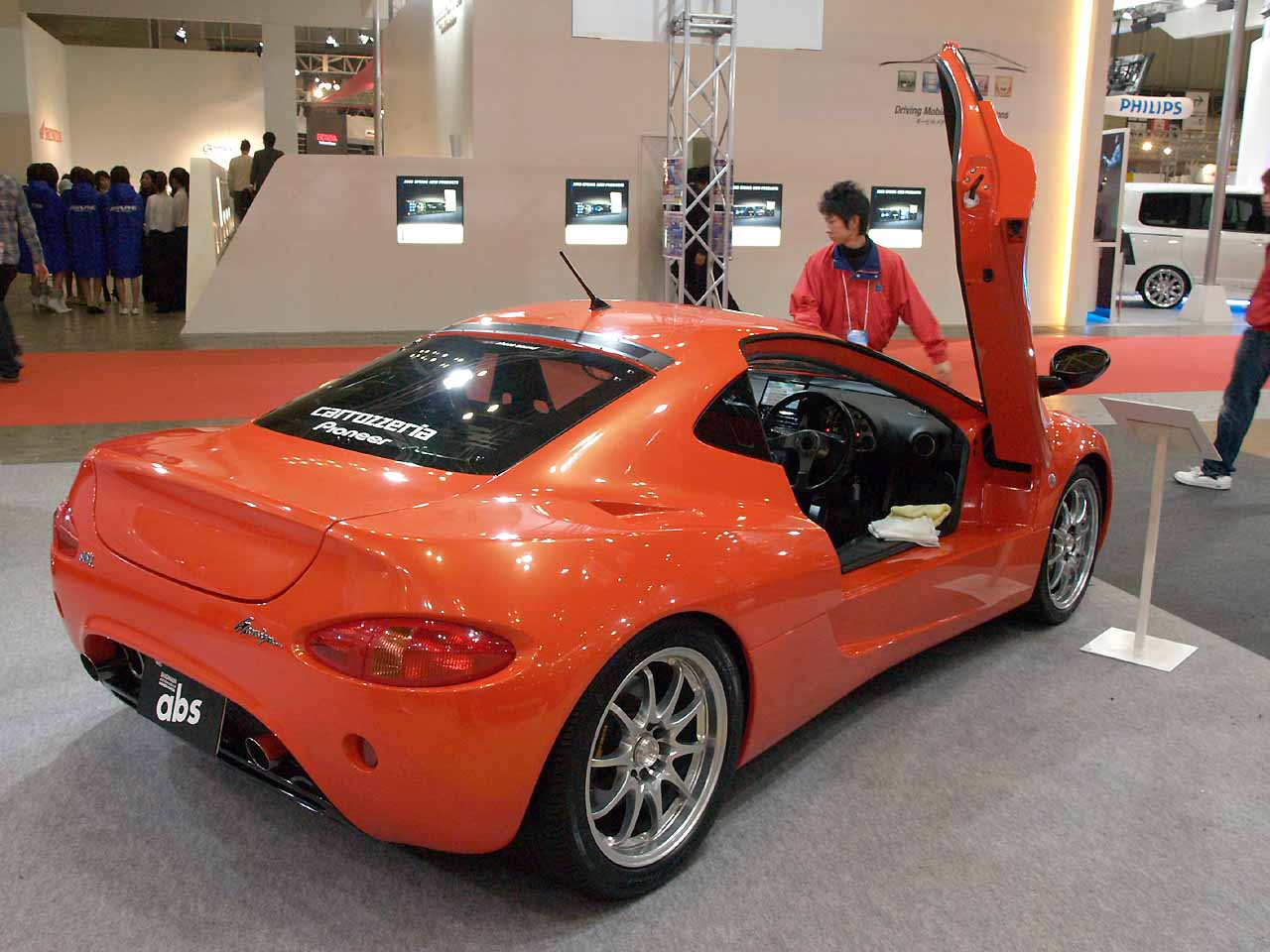
後部
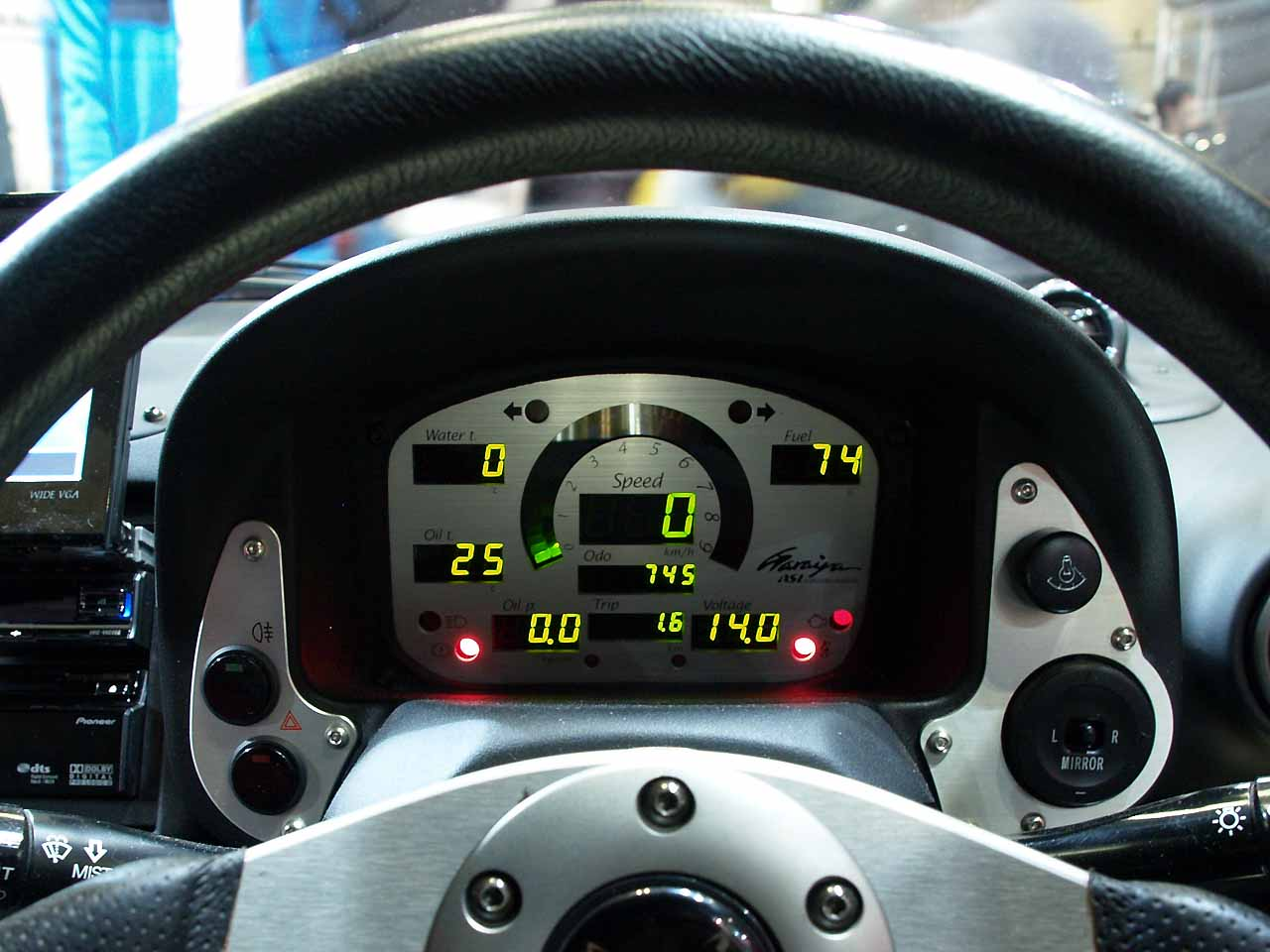
計器類はデジタルメーターを採用。
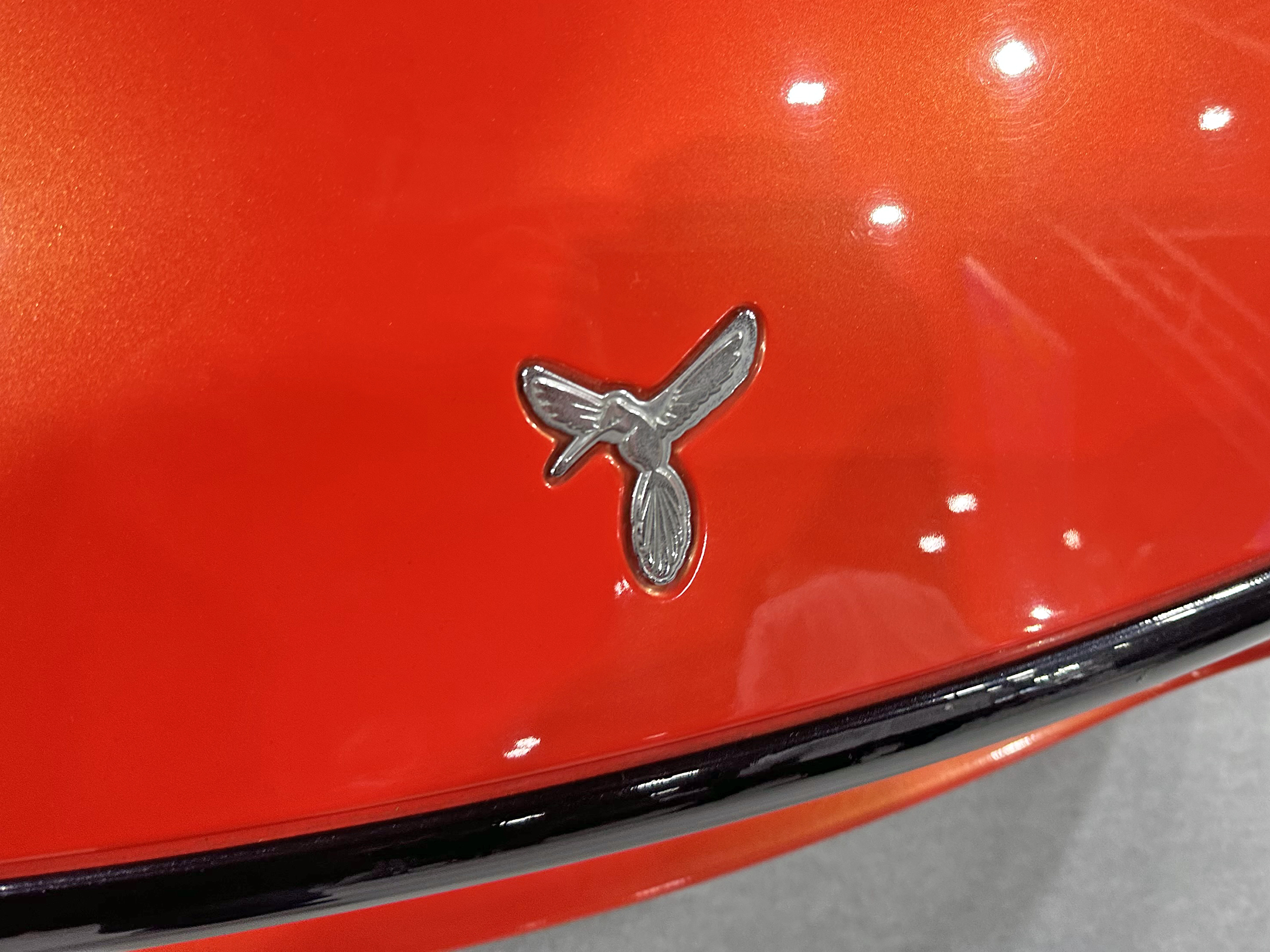
エンブレム
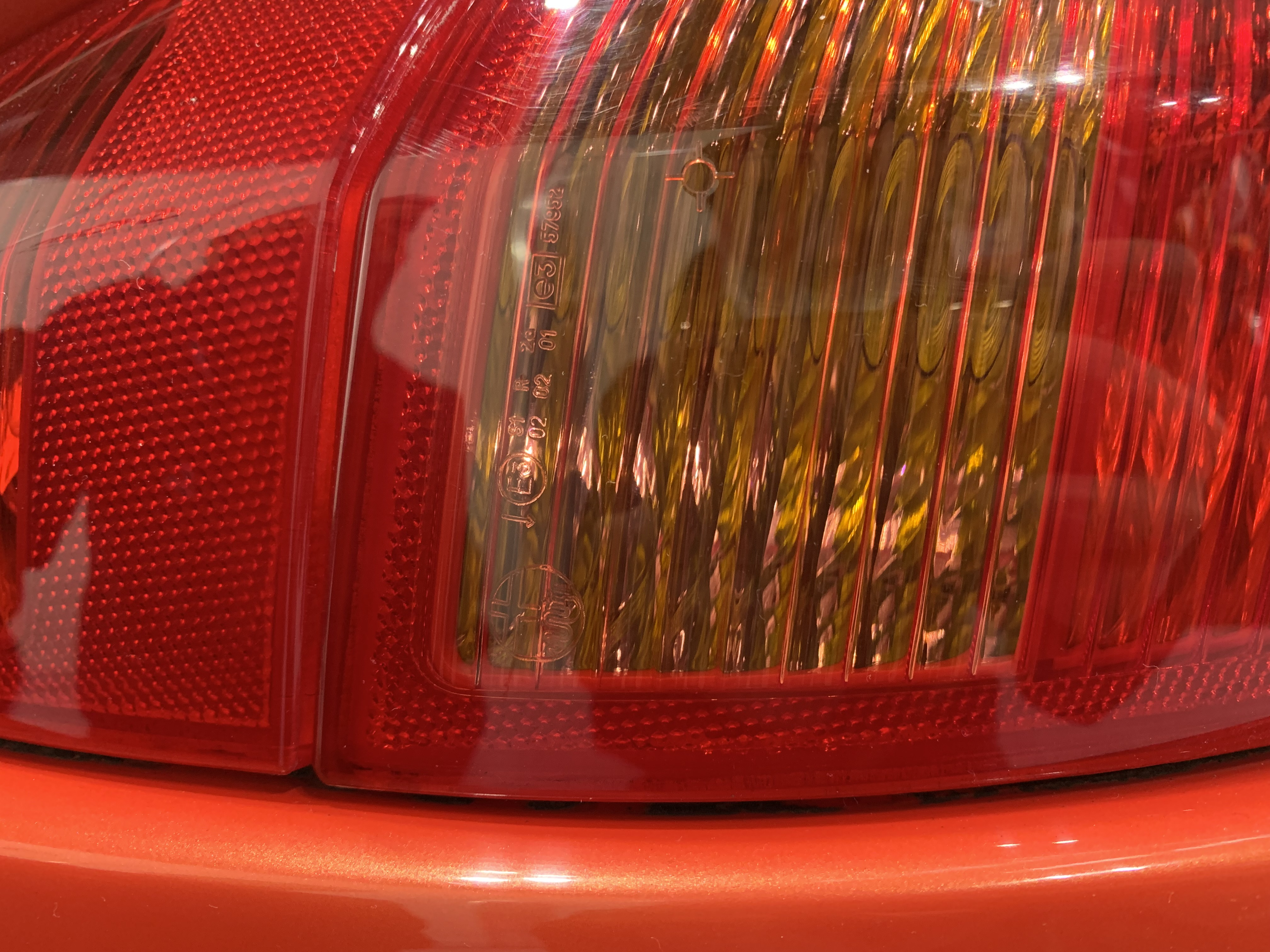
プロトタイプのテールに付いたアルファロメオマーク

### A PIT Garaiya EV

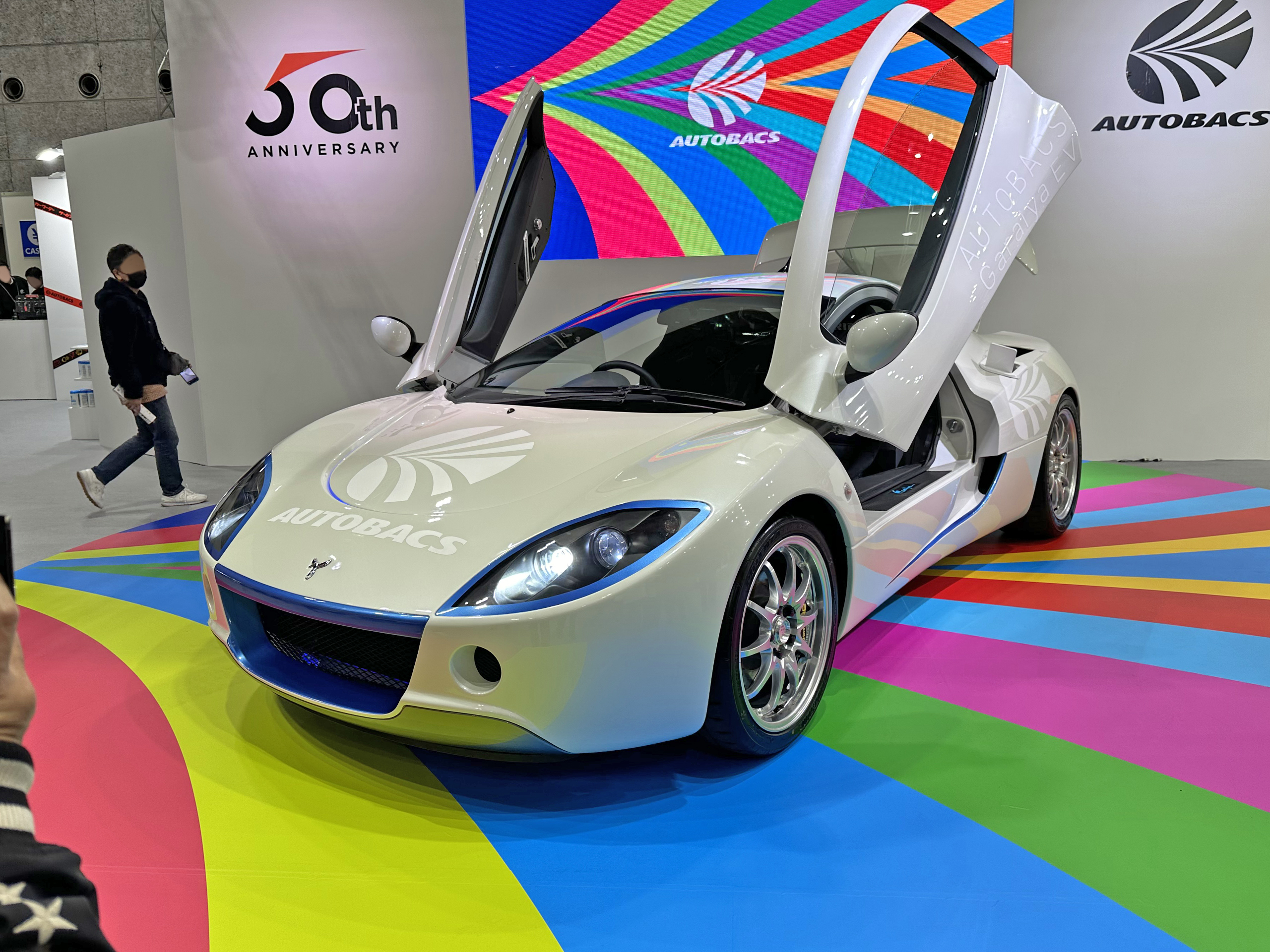
大阪オートメッセ2024で展示されたA PIT Garaiya EV
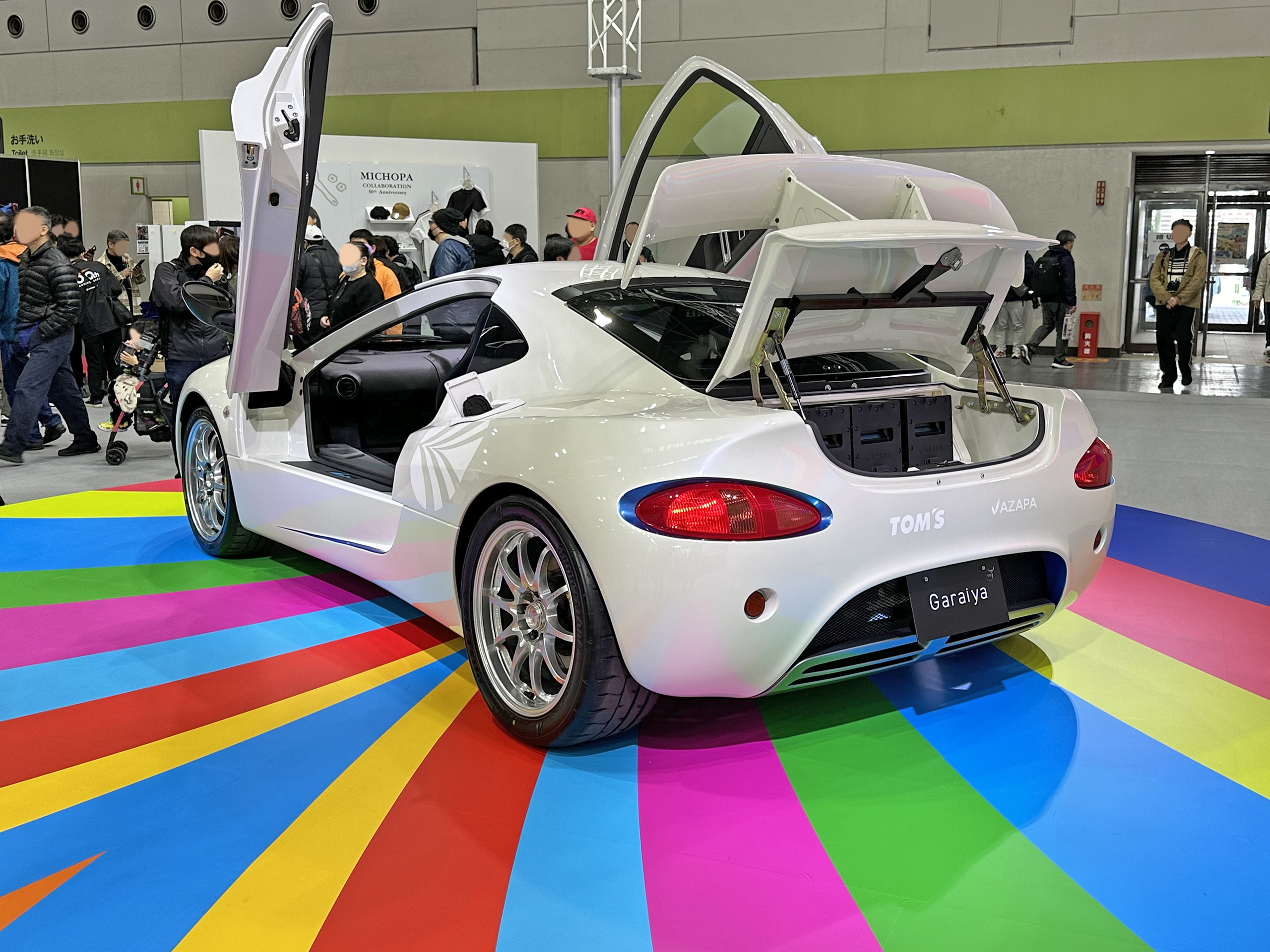
大阪オートメッセ2024で展示された A PIT Garaiya EV 後部

2024年にオートバックス第1号店開店50周年を記念して東京オートサロンにて発表したガライヤのEV仕様。
オートバックス本社に保管されていた市販車プロトタイプの4台のうち、試作1号車をベースに、トムスと共同開発にてコンバートEVユニットを製作、搭載した。またそれに合わせて既存のガライヤとは違う外装を装備している。
出力は125kW、航続距離は120km程で最高速度は約160km/h。トランクにあるバッテリは取り外し可能で交換式になっている。
電気自動車の販売・整備・カスタムを筆頭にキャンプ用品店や書店等を兼ね備えた複合施設「A PIT」のカンバン車として製作された。市販の予定は無い。また、新しいオートバックスのアイコンとしての側面も担っており、旧来のASLロゴやガライヤロゴは外され、Garaiyaの書体も新しい書体を製作した。

### レース活動
2003年から2005年および2007年から2012年にかけて、全日本GT選手権（現:SUPER GT）のGT300クラスに「ARTA Garaiya」が参戦した。
参戦初年度の2003年はドライバーに高木真一、新田守男を迎え、開幕戦で完走、シーズン終盤にはタイトル争いにも加わった。エンジンは当初、シルビアに搭載されているSR20DETを搭載しており、その小型軽量さから重量配分の改善に貢献しコーナリング性能は高かったが、小排気量ターボエンジン故にレギュレーションとの関係でパワー不足が問題とされており、ストレートスピードが伸びなかった。これについては日産ワークスの中でSR20DETがすでに使われなくなっていたため、マシン製作を請け負っていたaprがエンジン開発においてニッサン・モータースポーツ・インターナショナル（NISMO）の協力を得られなかった事が大きい。
そこで2004年にはより高い出力を得るため、フェアレディZ Z33などに搭載されているVQ35DEに換装。これにより加速性能が向上し、ストレートスピードの不足も解消され、抜きん出た戦闘力を得るに至った。前年の終盤同様にライバルとの熾烈な競争を演ずるも、同年のチャンピオンに輝いたM-TEC NSXにわずか1点差で惜敗した。
2005年には監督より『チャンピオンになれなかったらチーム解散』という宣言がなされたが、最終戦でマシントラブルにより後退、シリーズ3位で敗北となりチーム解散となった。これを受けてか2006年・2007年の東京オートサロンでは、オートバックスのブースにARTA Garaiyaの展示はなかった。
しかし2007年、鈴木亜久里の「ARTA発足10年目の節目に復活させたい」という思いから、2005年と同じ布陣で再びGT300クラスに参戦することが決まった。そのため、フランスのオートバックス店舗にて展示されていた車両を急遽日本国内へ戻し、現行レギュレーションに合わせた変更を実施するなど、かなり慌しい参戦準備となった。1年のブランクがあったものの元々速いマシンだったが故か、公式テストでは他に引けを取らないポテンシャルを見せた。シーズンでは開幕直後こそトラブル等で芳しくない成績を残していたが、第3戦富士で見事に優勝を果たす。しかし、シーズン終了時点ではドライバーズランキングは4位、チーム全体では総合6位に留まっており、この年も本領を発揮できずにシーズンを終えた。2008年の東京オートサロンではARTA Garaiyaの展示が復活し、GT500クラスのARTA NSXと並べて展示された。
2008年シーズンもGT300クラスでの参戦が決定し、それに際してシャシーを新造、カラーリングも変更された。ドライバーは引き続き高木真一と新田守男で、第2戦岡山国際サーキットおよび第5戦スポーツランドSUGOで優勝したものの、年間総合2位でシーズンを終えている。2009年～2023年の東京オートサロンではオートバックスグループが出展していなかったため、ARTA Garaiyaは展示されなかった。
2009年シーズンも2007年・2008年と同様の体制で参戦、第3戦（富士）で優勝、年間総合4位でシーズンを終えた。
2010年シーズンも同様の体制で参戦したが、最高2位に留まり、年間総合2位でシーズンを終えている。
2011年は新田の代わりとしてセカンドドライバーに松浦孝亮を迎え、タイヤはブリヂストンに変更された。最高3位、ランキングはドライバー12位、チーム10位。
当初は2011年がラストイヤーになるものとされていたが、2012年も同様のパッケージで参戦を継続。しかし、2013年よりSUPER GTのレギュレーション変更により参戦が不可能になるため、2012年のJAFグランプリを最後に参戦を休止することになった。最終年の成績は最高5位、ランキングはドライバー9位、チーム8位。累計での表彰台は優勝7回、2位13回、3位5回、シリーズ最高位2位を3回獲得した。
『激走!GT』『SUPER GT+』など、SUPER GT関連のテレビ番組ではオートバックスの企業CMにARTA Garaiyaが登場することがあり、2004年から2012年まで制作された。
その後、先述したように東京オートサロン2024および大阪オートメッセ2024におけるオートバックス出展復活の際にはARTA Garaiya展示も復活した。

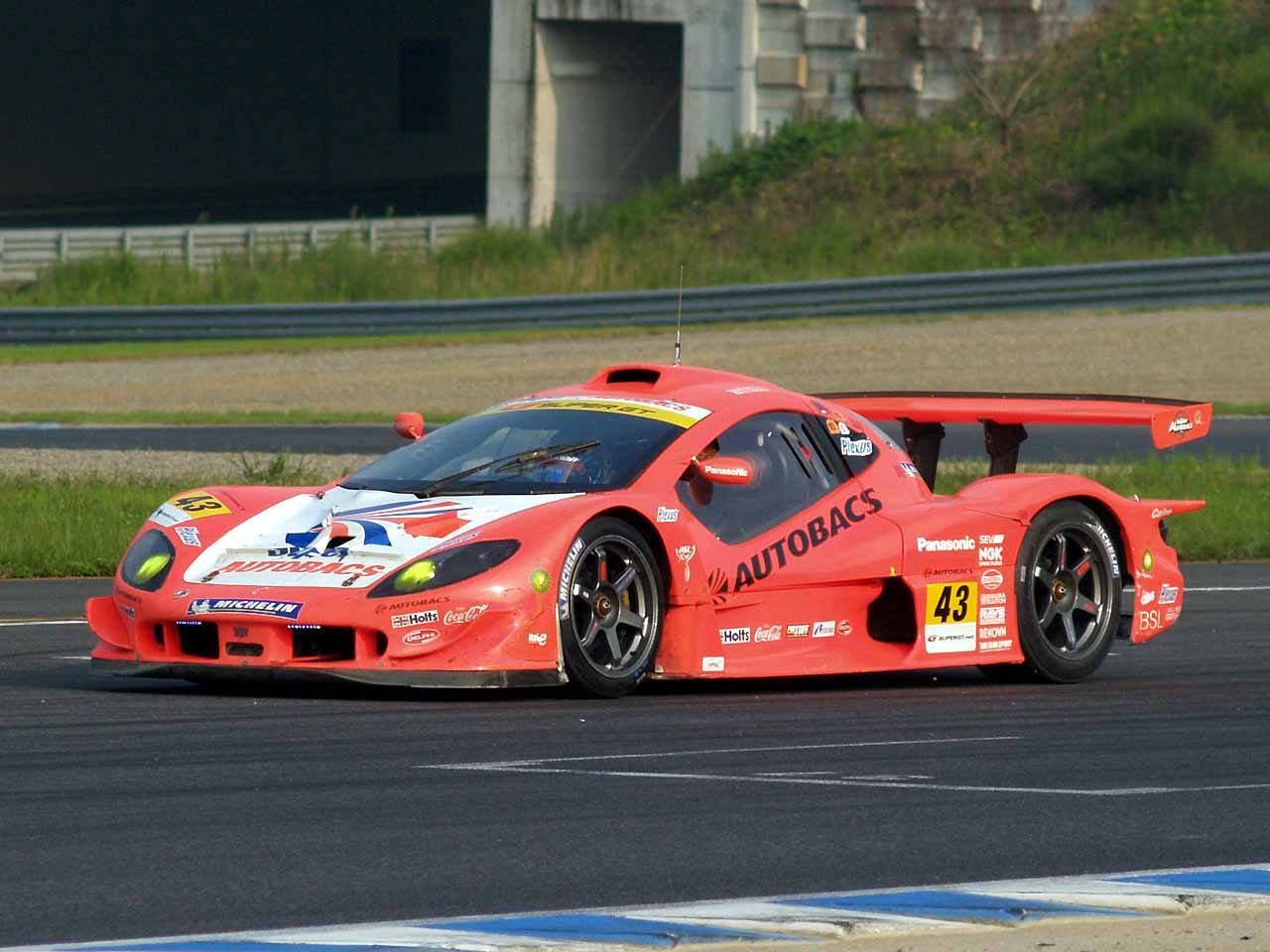
ARTA Garaiya 2005年仕様
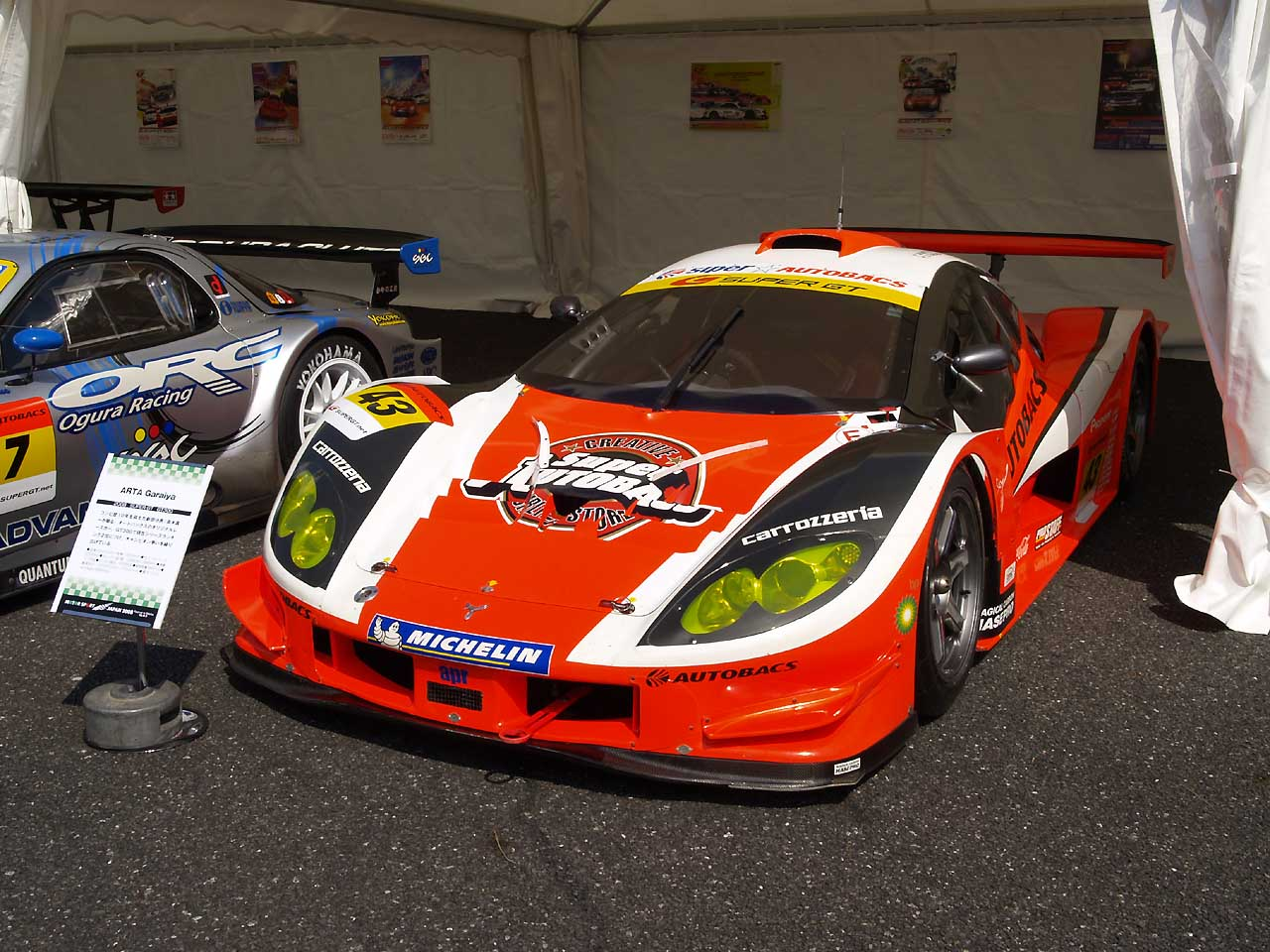
ARTA Garaiya 2008年仕様
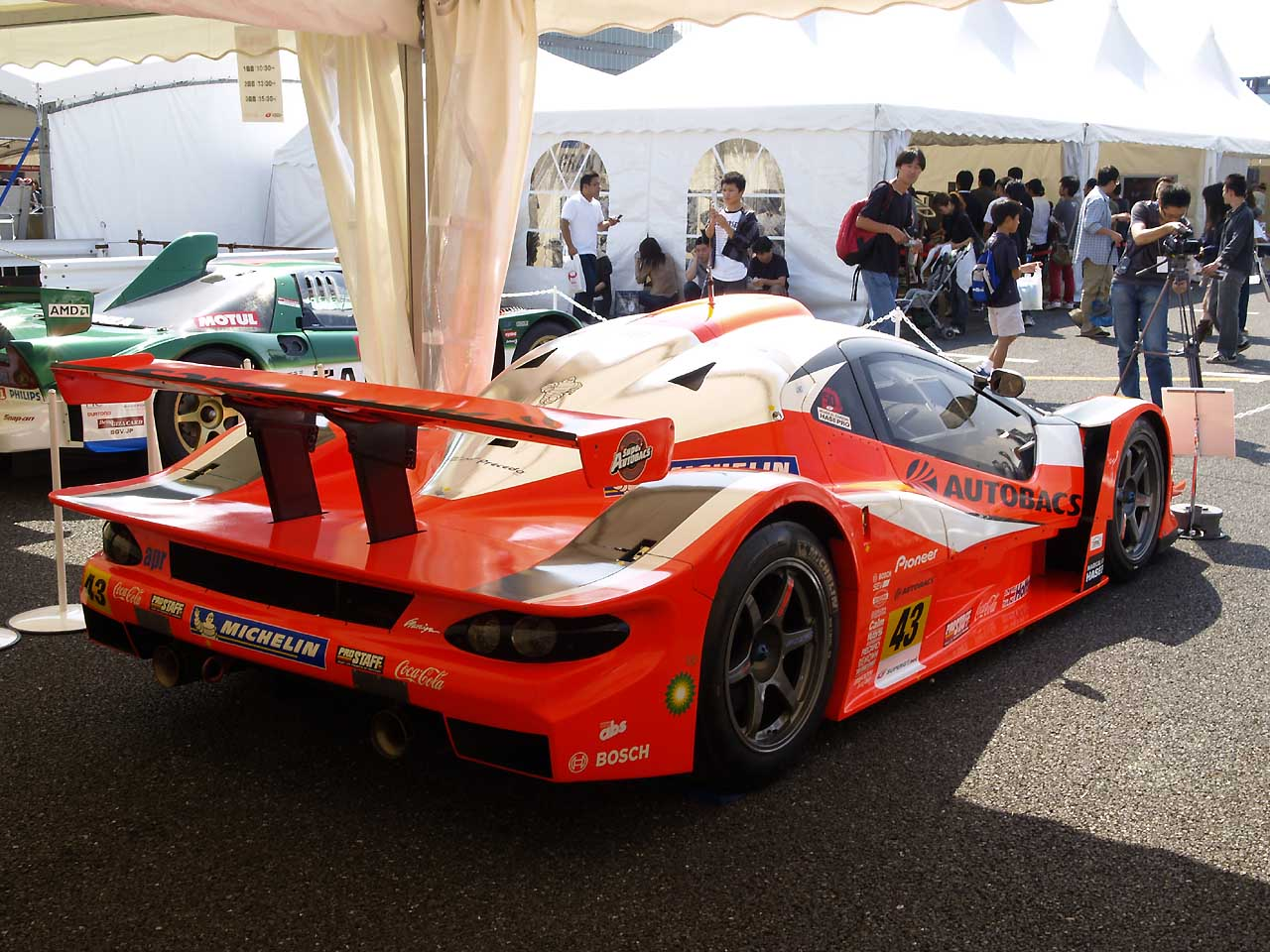
ARTA Garaiya 2008年仕様 後部
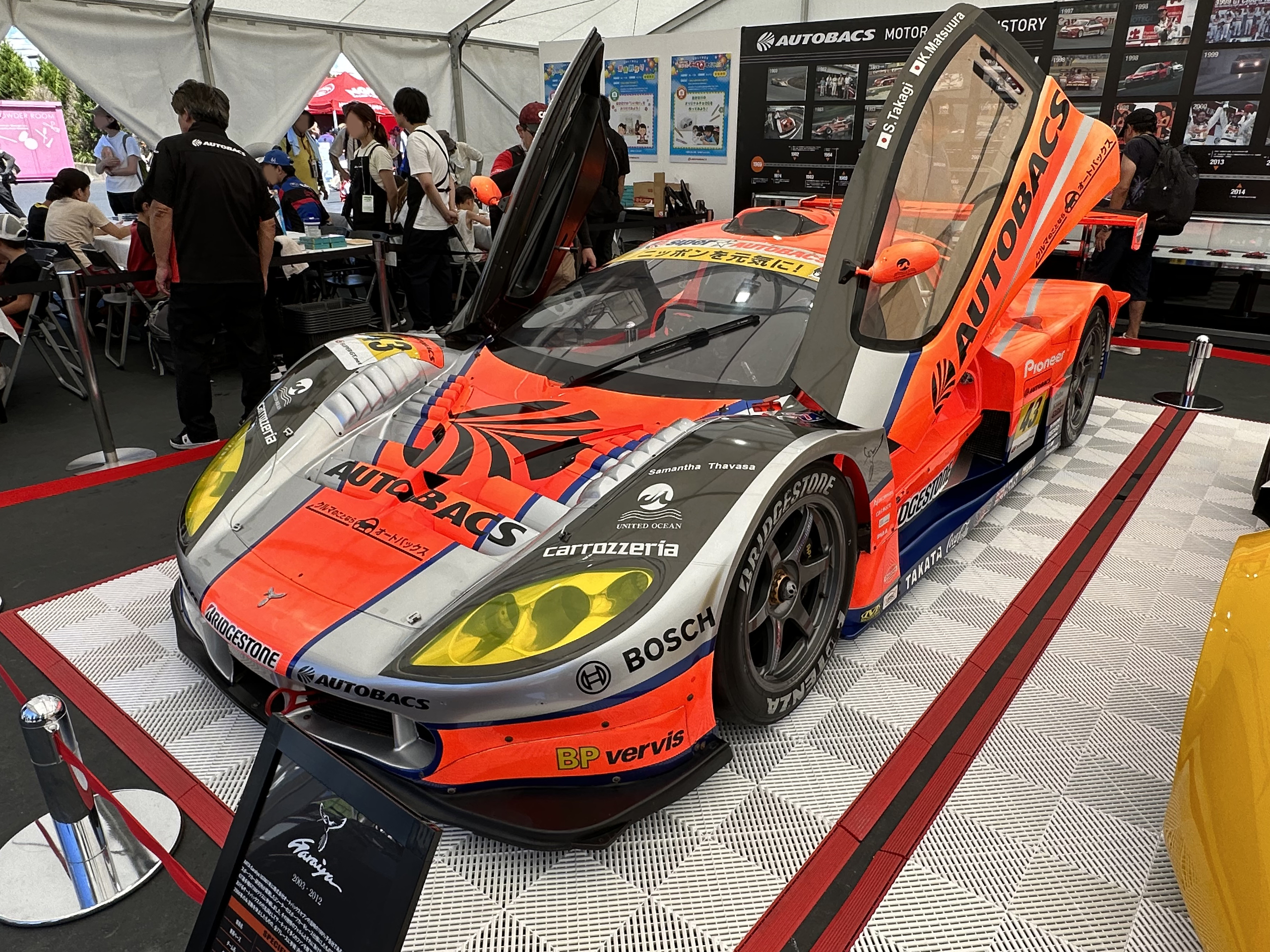
ARTA Garaiya 2012年仕様
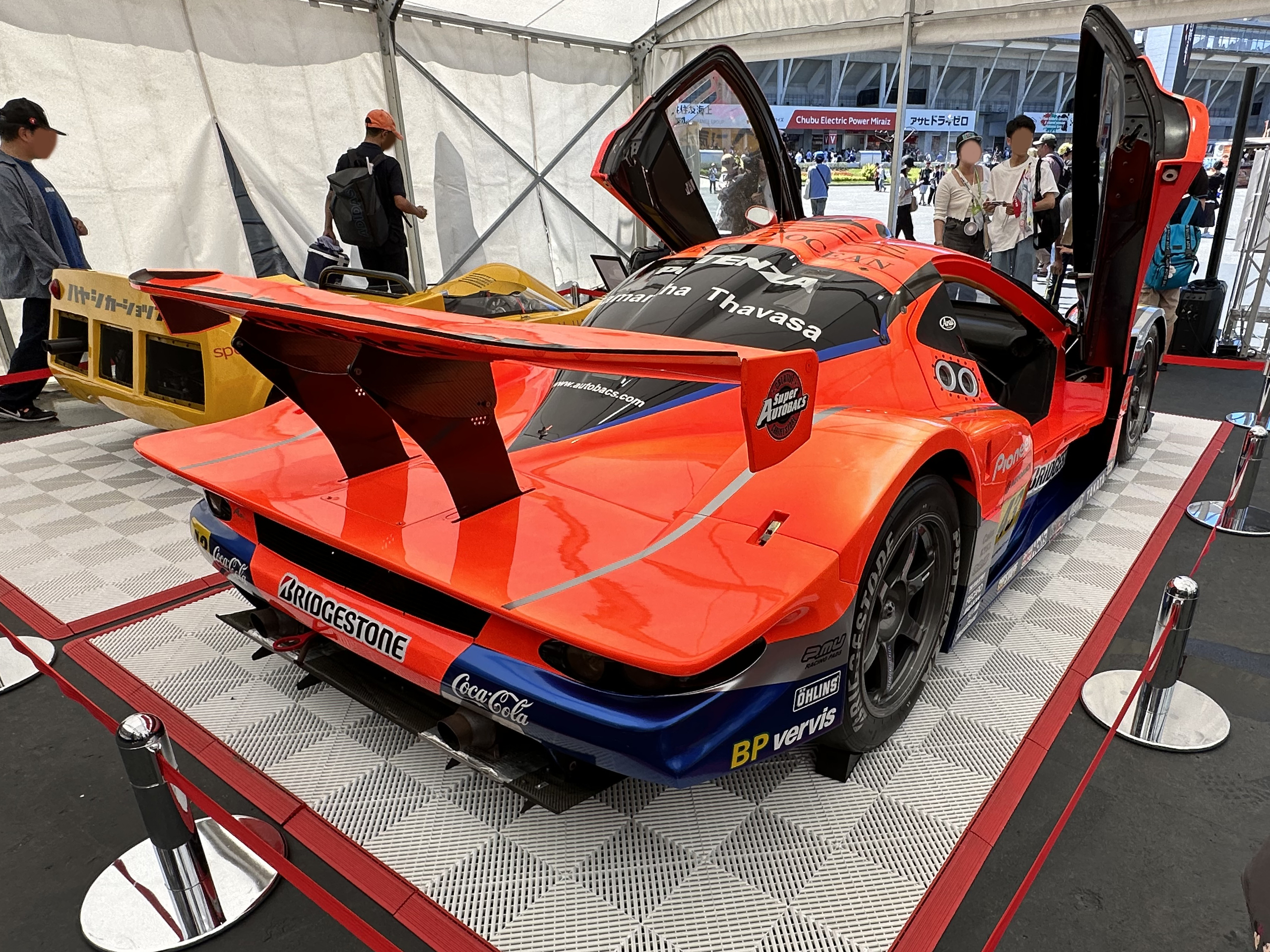
ARTA Garaiya 2012年仕様 後部